# Marseilles-lès-Aubigny
Marseilles-lès-Aubigny è un comune francese di 687 abitanti situato nel dipartimento del Cher, nella regione del Centro-Valle della Loira.

## Società

### Evoluzione demografica
Abitanti censiti